# Dictionnaire raisonné universel d’histoire naturelle
Dictionnaire raisonné universel d’histoire naturelle es un libro con ilustraciones y descripciones botánicas que fue escrito por el naturalista francés Jacques-Christophe Valmont de Bomare y publicado en 15 volúmenes en París en los años 1764–1768. 
Dictionnaire raisonné universel d’histoire naturelle, con numerosas ediciones, donde la primera fue publicada en Lyon por "Hnos. Bruyset" en 15 vol. en 1761. Fue la obra más importante del autor y fue tomado como modelo y de base por todos los autores de diccionarios.
Contiene la historia de animales, plantas y minerales, y el cuerpo celestial, Meteoros y otros fenómenos fundamentales de la naturaleza. Con la historia de los Tres Reinos, y los detalles de sus usos en la producción de medicamentos en la economía y el país, y de las Artes y Oficios. Y una relación de los nombres latinos, etc. y la referencia a los objetos mencionados en este trabajo por  el Sr. Valmont-Bomare. 